# Lista de planícies em Marte
Este artigo é uma lista de planícies em Marte. Seguindo o padrão da União Astronómica Internacional, as planícies recebem o nome da Formação de albedo clássica mais próxima. Planícies podem receber o nome "planitia" ou "planum", dependendo de sua altitude.

## Planitiae
Planitia (plural: planitiae) é latim para "planície". É o nome dado pela UAI a planícies marcianas de altitude relativamente baixa.
| Nome              | Coordenadas      | Tamanho (em km) |
| ----------------- | ---------------- | --------------- |
| Acidalia Planitia | 50° N, 339° L    | 3400            |
| Amazonis Planitia | 26° N, 197° L    | 2800            |
| Arcadia Planitia  | 47° N, 184° L    | 1900            |
| Argyre Planitia   | 50° S, 317° L    | 900             |
| Chryse Planitia   | 29° N, 320° L    | 1500            |
| Elysium Planitia  | 3° N, 155° L     | 3000            |
| Eridania Planitia | 38° S, 122° L    | 1100            |
| Hellas Planitia   | 42,5° S, 70,5° L | 2300            |
| Isidis Planitia   | 14° N, 88° L     | 1200            |
| Utopia Planitia   | 47° N, 118° L    | 3600            |

## Plana
Planum (plural: plana) é latim para "platô". É o termo descritivo da UAI para planícies altas e platôs.
| Nome                | Latitude | Longitude | Diâmetro (em km) |
| ------------------- | -------- | --------- | ---------------- |
| Aeolis Planum       | 0.79 S   | 145.0 E   | 820              |
| Amenthes Planum     | 3.16 N   | 105.7 E   | 960              |
| Aonia Planum        | 57.71 S  | 281.0 E   | 650              |
| Argentea Planum     | 69.79 S  | 292.0 E   | 1750             |
| Ascuris Planum      | 40.38 N  | 279.2 E   | 500              |
| Aurorae Planum      | 10.38 S  | 310.8 E   | 600              |
| Bosporus Planum     | 34.2 S   | 295.1 E   | 700              |
| Daedalia Planum     | 21.78 S  | 232.0 E   | 1800             |
| Hesperia Planum     | 22.27 S  | 110.0 E   | 1700             |
| Icaria Planum       | 43.18 S  | 253.5 E   | 650              |
| Lucus Planum        | 3.96 S   | 182.0 E   | 864              |
| Lunae Planum        | 10.38 N  | 294.0 E   | 1800             |
| Malea Planum        | 64.75 S  | 65.0 E    | 900              |
| Meridiani Planum    | 0.2 N    | 357.5 E   | 1100             |
| Nepenthes Planum    | 12.46 N  | 113.4 E   | 1660             |
| Oenotria Plana      | 8 S      | 76 E      | 925              |
| Olympia Planum      | 81.91 N  | 195.0 E   | 1000             |
| Ophir Planum        | 8.7 S    | 302.5 E   | 650              |
| Oxia Planum         | 18.275 N | 335.368 E |                  |
| Parva Planum        | 75.85 S  | 257.0 E   | 750              |
| Planum Angustum     | 79.69 S  | 276.5 E   | 200              |
| Planum Australe     | 83.93 S  | 160.0 E   | 1450             |
| Planum Boreum       | 87.98 N  | 15.0 E    | 1100             |
| Planum Chronium     | 59.72 S  | 140.0 E   | 550              |
| Promethei Planum    | 78.88 S  | 90.0 E    | 850              |
| Sinai Planum        | 13.35 S  | 272.0 E   | 900              |
| Sisyphi Planum      | 69.79 S  | 5.0 E     | 1100             |
| Solis Planum        | 25.25 S  | 273.5 E   | 1700             |
| Syria Planum        | 13.06 S  | 256.1 E   | 740              |
| Syrtis Major Planum | 8.41 N   | 69.5 E    | 1350             |
| Thaumasia Planum    | 24.45 S  | 295.7 E   | 650              |
| Zephyria Planum     | 0.99 S   | 153.1 E   | 550              |